# Wskaźnik siły względnej

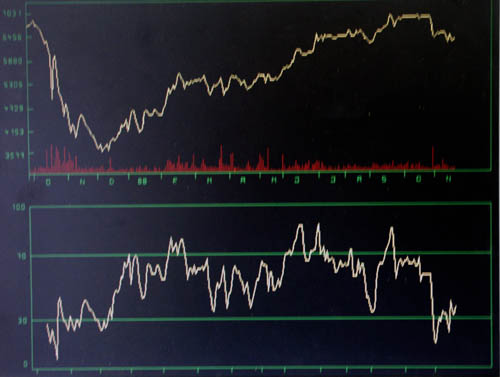

Wskaźnik siły względnej, RSI (od ang. relative strength index) – oscylator określający siłę trendu w analizie technicznej. Został wynaleziony przez J. Wellesa Wildera i po raz pierwszy przedstawiony w czasopiśmie Commodities (obecnie Futures) w czerwcu 1978 roku. Wilder początkowo stosował wskaźnik RSI w analizie okresów 14-dniowych. Dziś analitycy równie często wykorzystują go w analizie okresów 9- oraz 21-dniowych.
Zawiera w sobie czynnik ważący, jest więc ważoną średnia ruchomą. Przyjmuje wartości od 0 do 100.

## Obliczanie RSI
{\displaystyle RSI=100-{\frac {100}{1+RS}}}
gdzie
{\displaystyle RS=\left({\frac {a}{b}}\right)}
a – średnia wartość wzrostu cen zamknięcia z y dni

b – średnia wartość spadku cen zamknięcia z y dni
Im krótszy okres, tym bardziej czuły jest oscylator i tym szersza jest jego amplituda. Wskaźnik siły względnej sprawdza się w momencie, gdy jego oscylacje sięgają dolnych i górnych ekstremów.

## Interpretacja
- RSI na poziomie 100 zwiększa prawdopodobieństwo odwrócenia trendu na zniżkowy.
- RSI na poziomie 70 i więcej to sygnał sprzedaży.
- RSI na poziomie 30 i mniej to sygnał kupna.
- RSI na poziomie 0 zwiększa prawdopodobieństwo odwrócenia trendu na zwyżkowy.

Gdy RSI znajduje się powyżej poziomu 70 (sygnał wykupienia rynku) lub poniżej 30 (sygnał wyprzedania rynku), monitoruje się pojawianie ruchów załamanych (ang. failure swings). Ruch załamany na szczycie występuje w przypadku, gdy następny wierzchołek RSI znajdującego się powyżej poziomu 70 nie przewyższa poprzedniego wierzchołka, po czym następuje przebicie od góry poziomu poprzedniego dołka. W przypadku formowania się dna, w którym RSI znajduje się w trendzie spadkowym poniżej poziomu 30, ruch załamany polega na nieustanawianiu nowego dołka, a następnie przekroczeniu poprzedniego wierzchołka.
Aby wykryć różnice w przebiegu RSI, można posługiwać się tradycyjną analizą trendu lub średnimi ruchomymi.
W silnych trendach stan wykupienia (wyprzedania) rynku może utrzymywać się przez pewien czas i sam wzrost oscylatora powyżej 70 (spadek poniżej 30) nie jest jednoznacznym sygnałem sprzedaży (kupna).
Czasami zamiast poziomów 70 i 30 przyjmuje się odpowiednio 80 i 20.